# Osidio Geta (poeta)

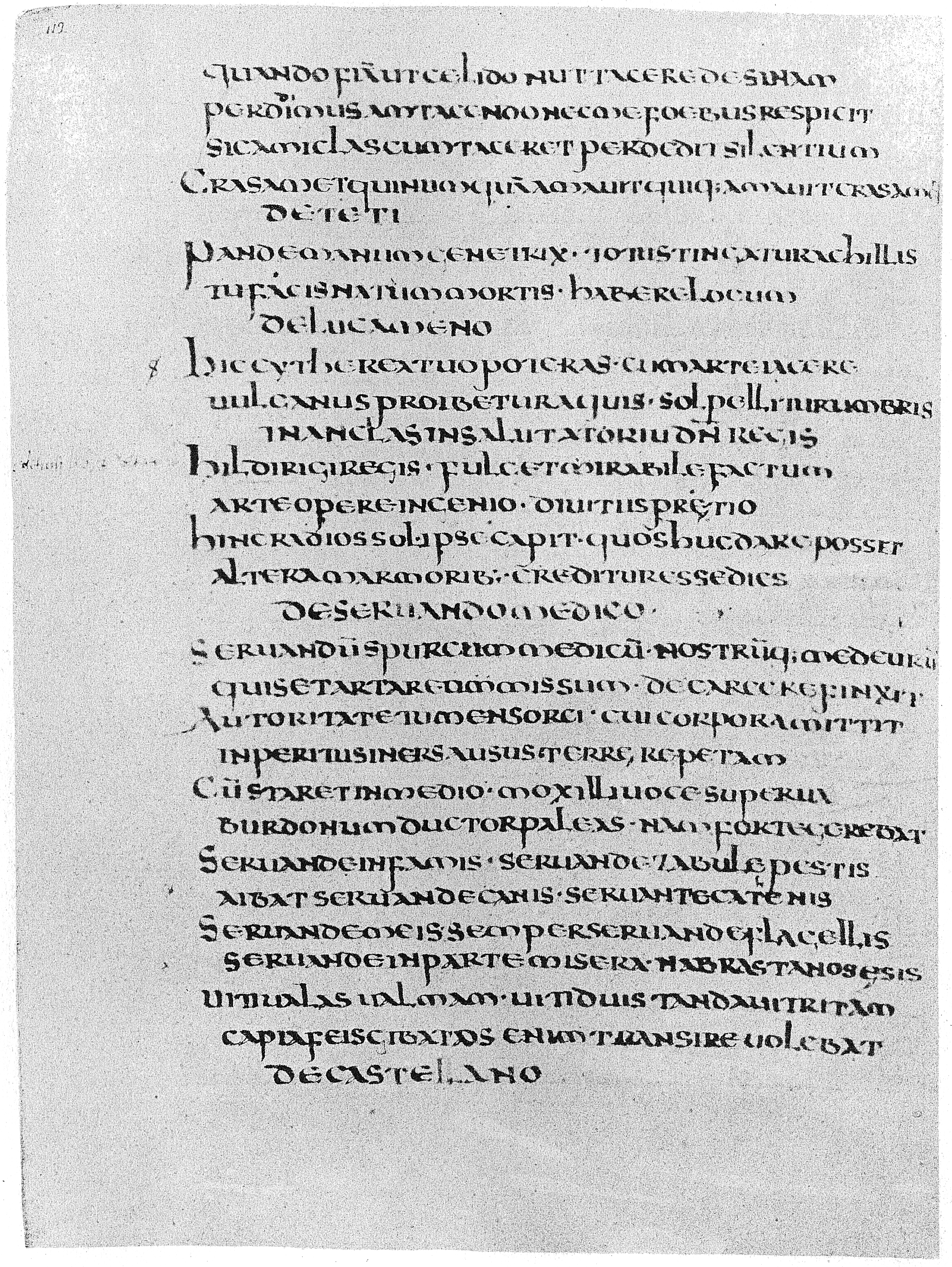
Pagina del codice Salmasianus, principale “testimonio” dell'Anthologia Latina in cui è il centone di Osidio Geta

Osidio Geta (in latino Osidius Geta; Africa, II secolo – III secolo) è stato un poeta romano.

## Biografia
Osidio Geta forse fu conterraneo e contemporaneo di Tertulliano, che lo cita nel De praescriptione haereticorum, sicché lo si situa tra tardo II e inizio III secolo. Anche il fatto che solo Tertulliano parli di lui ha spinto a ritenerlo africano, vista anche la preservazione della sua opera nella Anthologia Latina, che è di origine africana. Secondo alcune fonti, la gens Hosidia era originaria di Histonium (attuale Vasto). Probabile, quindi, che il poeta sia stato di origini istoniensi (cfr. Felice, "Vasto", Donzelli editore, pag. 12).

## Medea
Di Geta ci resta, proprio nella Anthologia Latina, una tragedia in 462 versi intitolata Medea. È, in effetti, più che una tragedia vera e propria, il primo esempio noto di un centone virgiliano, cioè una poesia costruita interamente su versi ed emistichi dalle opere di Virgilio: il poeta, infatti, ha utilizzato esametri virgiliani per le parti recitate e mezzi esametri per le parti corali, mentre nella parte iniziale i cori sono in anapesti.
Probabilmente, più che la Medea di Seneca, Geta segue da vicino quella, perduta, di Ovidio, viste le consonanze con il mito della maga come raccontato nelle Metamorfosi: in effetti, la discordanza più evidente che Geta introduce nella trama d'origine euripidea è la presenza dei figli nella scena dell'omicidio, mentre pregano la madre di non ucciderli, con l'apparizione del fantasma di Assirto a tormentare la sorella. In effetti, il fantasma di Assirto in Seneca esige la vita dei figli come offerta espiatoria, anche se non appare e parla, ma Medea riferisce la sua richiesta. Nel dramma di Geta, invece il fantasma piuttosto sembra avvertirla delle conseguenze delle sue azioni malvagie, ma invano.
Ancora, nonostante il divieto di Orazio, a «non lasciare che Medea uccida i suoi figli davanti al popolo», il nostro autore s'ispira a Seneca nel mostrare come Medea uccida i bambini sul palcoscenico.